# Peñacaballera
Peñacaballera is een gemeente in de Spaanse provincie Salamanca in de regio Castilië en León met een oppervlakte van 6,20 km². Peñacaballera telt 149 inwoners (1 januari 2016).

## Demografische ontwikkeling
Bron: INE, 1857-2011: volkstellingen